# Chablis (AOC)
Pour les articles homonymes, voir chablis.
Le chablis, est un vin blanc sec français d'appellation d'origine contrôlée produit autour de Chablis, dans le département de l'Yonne.
Il s'agit de la principale appellation en volume du vignoble de Chablis, avec le petit-chablis et le chablis grand cru.

## Historique
L'appellation « chablis » est reconnue officiellement par le décret du 13 janvier 1938, en même temps et par le même texte que le chablis grand cru ; une particularité est la mention que ces vins « ont été récoltés sur les territoires suivants à l’exclusion des parcelles non situées sur kimméridgien » (une originalité, car définissant l'aire de production par l'âge de la roche) ; vingt communes sont concernées (Chablis, Chichée, Chemilly-sur-Serein, Poilly-sur-Serein, Préhy, Fleys, Rameau (hameau de Collan), Courgis, Beines, Poinchy, Maligny, Milly, Béru, La Chapelle-Vaupelteigne, Villy, Lignorelles, Ligny-le-Châtel, Fontenay, Fyé et Viviers) ; seul le « beaunois (nom local du pinot blanc chardonnay) » est autorisé comme cépage ; le nom de l'appellation peut être suivi du nom d'un climat ; le rendement est limité à 40 hl/ha.
En 1967, un décret autorise de rajouter la mention « premier cru », ainsi que le nom du climat ; leur superficie théorique est alors de 594 hectares, avec 29 lieux-dits regroupables en 11 climats. En 1973, les communes de Fyé, Milly, Poinchy et Chablis fusionnent. En 1976, la référence au Kimméridgien disparaît et la superficie potentielle des premiers crus est portée à un total de 742 hectares ; le 31 janvier 1978, le Comité national de l'INAO établi une liste de 79 climats classés comme premiers crus, dont 17 climats fédérateurs (ou principaux) ; le tout est complété par un nouveau décret la même année. Cette liste des premiers crus est remaniée en 1986 avec toujours 79 climats.
Le cahier des charges a été dernièrement modifié en mars 1998 (autorisation de la concentration), en mars 2003 (rendements), en juillet 2004 (vignes d'au moins deux ans), en octobre 2009 (il y a désormais 89 climats classés comme premiers crus, correspondant à 179 lieux-dits cadastrés), puis en décembre 2011 (réduction à 40 premiers crus, dont 17 « climats principaux ») et en décembre 2023.

## Situation géographique
Le chablis est produit en France, dans la région Bourgogne, plus précisément dans le département de l'Yonne, à 20 kilomètres à l'est d'Auxerre.
Le chablis est la plus vaste des trois appellations (petit-chablis, chablis et chablis grand cru) produites dans le département de l'Yonne, autour de la commune de Chablis.

### Géologie et orographie

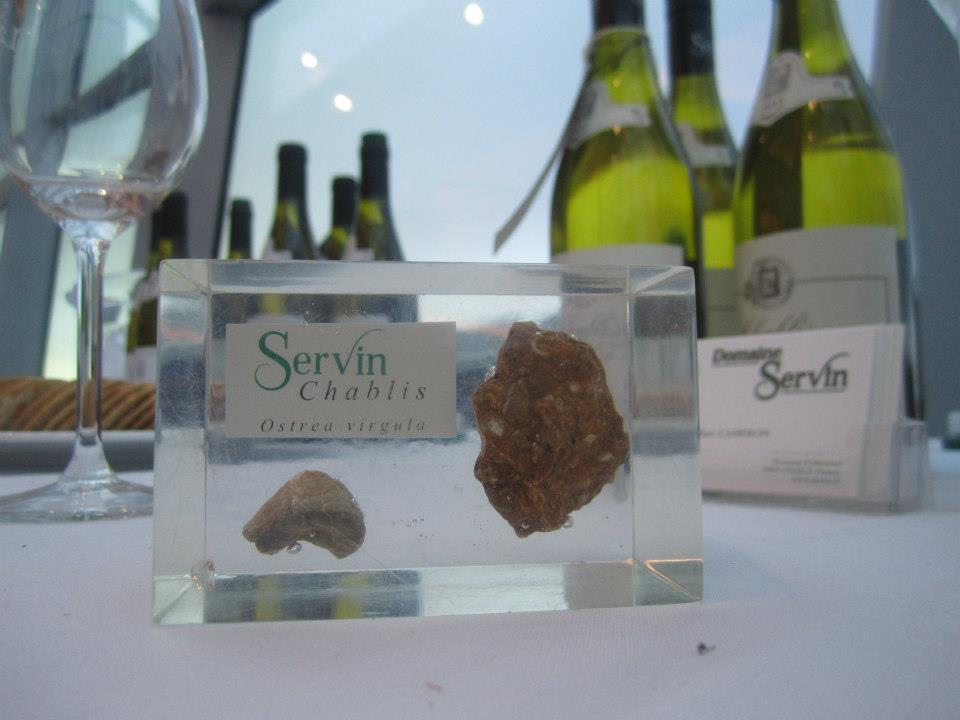
Un exemple dExogyra virgula.

La région autour de Chablis est un plateau calcaire datant du Jurassique, profondément entaillé par des vallées.
En sommet de côte le sous-sol est composé de couches géologiques du Tithonien (l'ancien Portlandien), composé de calcaire du Barrois avec quelques bancs de marnes à sa base. En général des bois occupent cette strate.
À mi-côte on passe au Kimméridgien moyen (zone à Mutabilis) et supérieur (zone à Exogyra virgula, des huîtres fossilisées), à chaque fois avec une alternance de marnes et de calcaires. Tous les grands crus, les premiers crus et la majeure partie des chablis sont produits sur cette strate. En bas des côtes, surtout en amont de Chablis, on se trouve sur du Kimméridgien inférieur, composé de calcaire à astartes (des bivalves),.
Les vignes sont plantées dans un sol brun, chargé en débris calcaires de teinte beige (couleur du Kimméridgien du Chablisien), remplacé en fond de vallée par d'épaisses couches d'alluvions.

### Climatologie
Le climat chablisien est tempéré océanique, avec des tendances continentales.

## Vignoble

### Présentation
L'appellation s'étend sur dix-sept communes : Beine, Béru, Chablis, La Chapelle-Vaupelteigne, Chemilly-sur-Serein, Chichée, Collan, Courgis, Fleys, Fontenay-près-Chablis, Lignorelles, Ligny-le-Châtel, Maligny, Poilly-sur-Serein, Préhy, Villy et Viviers.
Selon le service des Douanes, la superficie revendiquée en 2023 sous l'appellation est de 4 478 hectares, dont 3 709 ha pour produire du chablis et 769 ha pour du chablis premier cru. En 2008, cette surface totale était de 3 994 ha, dont 3 218 ha pour du chablis et 776,08 ha pour du chablis premier cru. Les vignes sont surtout plantées sur les coteaux de la vallée du Serein exposés au sud ou à l'est.

### Premiers crus

Carte du vignoble de Chablis montrant en violet l'aire de production du chablis et en vert celle des premiers crus.

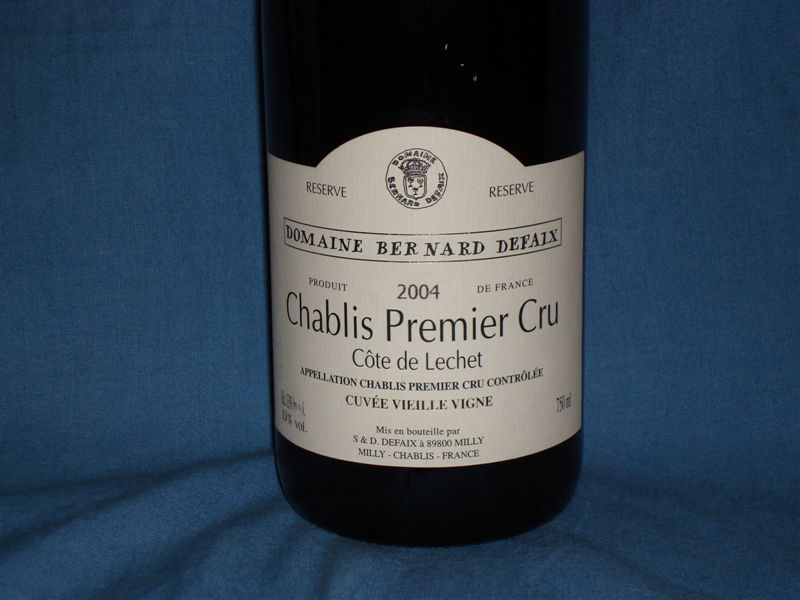
Premier cru Côte de Léchet.

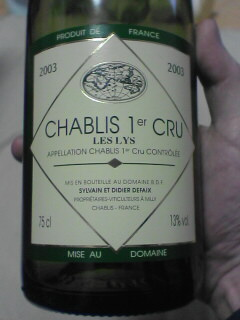
Premier cru Les Lys.

Les chablis premiers crus sont les chablis récoltés sur les coteaux les mieux localisés, notamment ceux exposés au sud et à l'ouest (ils y reçoivent plus de soleil). La superficie de production ainsi que le volume produit représentent approximativement 16 % du total de l'appellation ces cinq dernières années.

#### Regroupement des lieux-dits
Il existe quatre-vingt-neuf climats (plusieurs rassemblant plusieurs lieux-dits cadastrés) qui sont répertoriés dans le cahier des charges de 2009, eux-mêmes regroupés en dix-sept « climats principaux », constituant l'aire de production de ces dénominations :
1. Beauroy (à Chablis et à Beine), y compris « Sous Boroy », « Vallée des Vaux », « Benfer », « Troesmes », « Côte de Troesmes », « Adroit de Vau Renard », « Côte de Savant », « Frouquelin », « Le Verger » et « Le Cotat-Château » ;
2. Berdiot (à Chablis) ;
3. Chaume de Talvat (à Courgis) ;
4. Côte de Jouan (à Courgis) ;
5. Côte de Léchet (à Chablis), y compris « Le Château » ;
6. Côte de Vaubarousse (à Chablis) ;
7. Fourchaume (à La Chapelle-Vaupelteigne, Chablis, Fontenay-près-Chablis et Maligny), y compris « La Fourchaume », « Vaupulent », « Vau Pulan », ,« les Vaupulans », « Côte de Fontenay », « Dine-Chien », « L'Homme Mort », « La Grande Côte », « Bois Seguin », « L'Ardillier », « Vaulorent », « Les Quatre Chemins », « La Ferme couverte », « Les Couvertes » ;
8. Les Beauregards (à Courgis), y compris « Hauts des Chambres du Roi », « Côte de Cuissy », « Les Corvées », « Bec d'oiseau » et « Vallée de Cuissy » ;
9. Les Fourneaux (à Fleys), y compris « Morein », « Côte des Près Girots », « La Côte » et « Sur la Côte » ;
10. Mont de Milieu (à Chablis et Fleys), y compris « Chapelet » et « Vallée de Chigot » ;
11. Montmains (à Chablis), y compris « Les Mont Mains », « Les Forêts », « Forêts », « Les Bouts des Butteaux », « Vaux Miolot », « Le Milieu des Butteaux », « Butteaux », « Les Ecueillis », « Vaugerlains » ;
12. Montée de Tonnerre (à Chablis), y compris « Les Chapelots », « Pied d'Aloup », « Sous Pied d'Aloud » et la « Côte de Bréchain » ;
13. Vaillons (à Chablis) y compris « Sur les Vaillons », « Les Grandes Chaumes », « Les Chatains », « Chatains », « Sécher », « Les Beugnons », « Beugnons », « Les Lys », « Champlain », « Les Minos », « Les Roncières », « Les Epinottes »,  « Mélinots ».
14. Vau de Vey (à Beine), y compris « La Grande Chaume » et les « Vignes des Vaux Ragons » ;
15. Vau Ligneau (à Beine), y compris « Vau de Longue », « Vau Girault », « La Forêt » et « Sur la Forêt » ;
16. Vaucoupin (à Chichée), y compris « l'Adroit de Vaucoupins » ;
17. Vosgros (à Chichée), y compris « l'Adroit de Vosgros » et « Vaugiraut ».

À noter que la liste des lieux-dits a varié quelque peu au gré des publications successives des cahiers des charges, la plupart des modifications étant relatives au nom détaillé de certains lieux-dits (ex : « Les Forêts » et « Forêts »).

#### Climats pouvant être nommés sur l'étiquette
Par ailleurs, le cahier des charges de 2023 définit, au sein de cette liste, quarante climats dont le nom peut apparaître après la mention « premier cru ». Enfin, le nom du climat principal (indiqué en tête de chaque groupe dans la liste ci-dessous) peut être donné aux vins provenant de tous les climats constituant le même groupe.
- « Beauroy », « Côte de Savant », « Troesmes » ;
- « Berdiot » ;
- « Chaume de Talvat » ;
- « Côte de Jouan » ;
- « Côte de Léchet » ;
- « Côte de Vaubarousse » ;
- « Fourchaume », « Côte de Fontenay », « L'Homme Mort », « Vaulorent », « Vaupulent » ;
- « Les Beauregards », « Côte de Cuisy » ;
- « Les Fourneaux », « Côte des Prés-Girots », « Morein » ;
- « Mont de Milieu » ;
- « Montée de Tonnerre », « Chapelot », « Côte de Bréchain », « Pied d'Aloup » ;
- « Montmains », « Butteaux », « Forêts » ;
- « Vaillons », « Beugnons », « Chatains », « les Épinottes », « Les Lys », « Mélinots » ; « Roncières », « Sécher » ;
- « Vau de Vey », « Vaux Ragons » ;
- « Vau Ligneau » ;
- « Vaucoupin » ; -
- « Vosgros », « Vaugiraut ».

### Encépagement
Le cépage exclusif de l'appellation est le chardonnay B.

### Rendements
Le rendement du chablis est fixé à 60 hectolitres par hectare, avec un rendement butoir à 70 hectolitres par hectare. Pour les premiers crus ou les chablis avec mention du nom du climat, les rendements sont légèrement réduits à respectivement 58 et 68 hectolitres par hectare.
Les données de production des années récentes, telles que publiées par les Douanes, sont les suivantes :
Pour le chablis : 
| Année | Superficie (ha) | Production (hl) | Rendement (hl/ha) |
| ----- | --------------- | --------------- | ----------------- |
| 2020  | 3 728           | 202 542         | 54                |
| 2021  | 3 711           | 124 259         | 33                |
| 2022  | 3 715           | 243 812         | 66                |
| 2023  | 3 709           | 276 183         | 74                |
| 2024  | 3 714           | 132 862         | 36                |

et pour le chablis premier cru (ensemble des climats) : 
| Année | Superficie (ha) | Production (hl) | Rendement (hl/ha) |
| ----- | --------------- | --------------- | ----------------- |
| 2020  | 723             | 41 226          | 57                |
| 2021  | 722             | 26 977          | 37                |
| 2022  | 767             | 46 377          | 60                |
| 2023  | 770             | 52 643          | 68                |
| 2024  | 765             | 21 690          | 28                |

Le vignoble de Chablis est sensible aux aléas climatiques, ce qui explique la variabilité des rendements. Les excédents de production des années 2022 et 2023 ont d'ailleurs pu être utilisés en volume complémentaire individuel (VCI) pour compenser la faible récolte de 2024, fortement impactée par le gel d'avril et la grêle du 1er mai 2024,.

## Vins
En 2008, le volume produit a été de 171 400 hectolitres (soit 23 millions de bouteilles) pour les chablis, et 44 006 hectolitres soit (6 millions de bouteilles) pour les chablis premiers crus.
Le chablis classique est un vin blanc sec, marqué par son cépage (le chardonnay, appelé « beaunois » à Chablis), et par son terroir (le calcaire kimméridgien et un climat plus frais que le reste de la Bourgogne).
Le chablis vieilles vignes est issu de vignes plus âgées (l'âge n'est pas réglementé, laissé à l'appréciation du producteur), qui produisent du raisin plus concentré. C'est un vin plus puissant et complexe que le chablis générique, il est rond et plutôt fruité, avec des arômes de miel et d'épices, long en bouche. Il est un vin de garde (au-delà de dix ans). 
Le chablis premier cru sera un peu plus fin ou concentré que les autres chablis, avec une bouche finalement beaucoup plus longue. Les climats de la rive droite du Serein sont théoriquement différents de ceux de la rive gauche, car les coteaux sont plus ensoleillés dans le premier cas, dès l'aube.

### Vinification et élevage

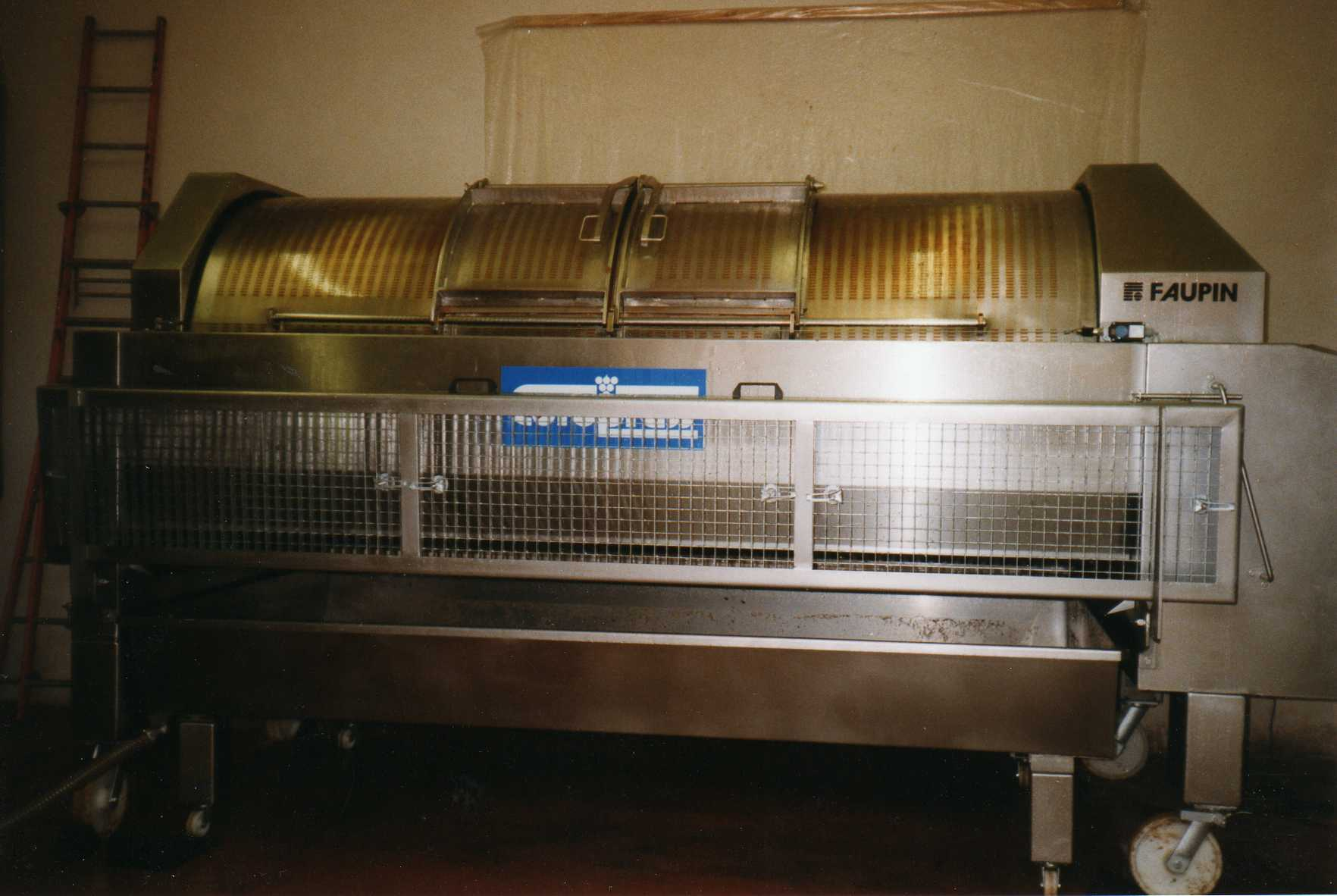
Pressoir pneumatique servant au pressurage.

À Chablis, la vendange est le plus souvent mécanique. Les raisins sont ensuite transférés dans un pressoir pour le pressurage. Une fois le moût en cuve, le débourbage est pratiqué généralement après un enzymage. À ce stade, une stabulation préfermentaire à froid (environ 10 à 12 degrés pendant plusieurs jours) peut être recherchée pour favoriser l'extraction des arômes. Mais le plus souvent, après 12 à 48 heures, le jus clair est soutiré et mis à fermenter. La fermentation alcoolique se déroule avec un suivi tout particulier pour les températures qui doivent rester à peu près stables (18 à 24 degrés). La chaptalisation est aussi pratiquée pour augmenter le titre alcoométrique volumique si nécessaire. La fermentation malolactique est réalisée en Fûts ou en cuves. Les vins sont élevés « sur lies », en fûts, dans lesquels le vinificateur réalise régulièrement un « bâtonnage », c'est-à-dire une remise en suspension des lies. Cette opération dure pendant plusieurs mois au cours de l'élevage des blancs. À la fin, la filtration du vin est pratiquée pour rendre les vins plus limpides. La mise en bouteille clôture l'opération.

### Gastronomie

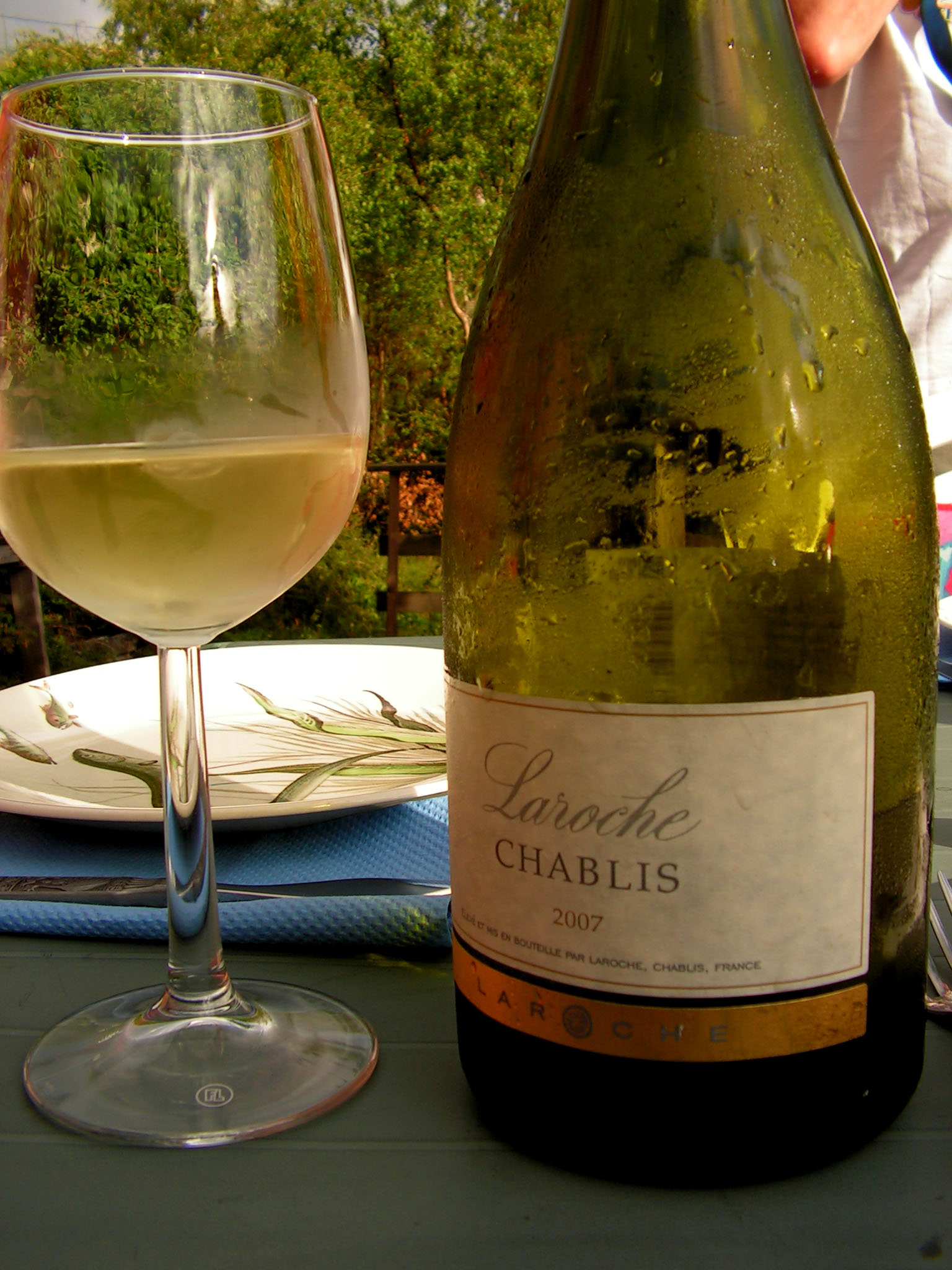
Bouteille et verre de chablis.

La robe d'un chablis est pâle, un peu dorée, avec de très légers reflets verts (l'« or vert » caractéristique du chardonnay). Le nez est frais, le plus souvent minéral (évoquant le silex) ou parfois fruité (la pomme verte, le citron ou le pamplemousse, certains dégustateurs évoquent les fruits blancs, notamment la poire). La bouche est le plus souvent minérale (pierre à fusil, relevée par l'acidité du vin) ; certains chablis peuvent être plus fruités. L'option de l'élevage en fût de chêne peut y rajouter des notes boisées (et vanillées).
Les différences de parfums et de goûts sont en fonction du climat (plus ou moins ensoleillé, en pente, selon l'âge et la densité des pieds, etc.), du millésime (si le printemps est doux, l'été pluvieux, l'automne ensoleillé, etc.) et du producteur (usage d'engrais, vendange en vert, maturité du raisin, levure ou enzyme utilisées, type d'élevage…).
Il se conserve de trois à cinq ans, et est à servir frais (8 à 11 °C).

## Économie

### Structure des exploitations
Il existe des domaines de tailles différentes. Ces domaines mettent tout ou une partie de leurs propres vins en bouteilles et s'occupent aussi de le vendre. Les autres, ainsi que ceux qui ne vendent pas tous leurs vins en bouteilles, les vendent aux maisons de négoce ou à la coopérative de Chablis.
Les maisons de négoce achètent leurs vins, en général, en vin fait (vin fini) mais parfois en raisin ou en moût. Elles achètent aux domaines et passent par un courtier en vin qui sert d'intermédiaire moyennant une commission de l'ordre de 3 % à la charge de l'acheteur.
La cave coopérative est la propriété des vignerons-apporteurs. Ces derniers vendangent eux-mêmes (machine à vendanger en général) et pressent, et la coopérative se charge de vinifier et commercialiser les vins.

### Volumes complémentaires
Le vignoble de Chablis est sensible aux aléas climatiques, avec parfois des gelées printanières et des chutes de grêle, qui peuvent ravager le vignoble et compromettre un récolte. Pour faire face économiquement à ce type de catastrophes, fut inventé en 2005 le volume complémentaire individuel (VCI) : un producteur peut, lors d'une année généreuse, déclarer un volume de vin supérieur à celui autorisé par les rendements maximum prévu pour l'appellation, pour le vendre sous le millésime d'une année difficile.
Ce fut le cas en appellation chablis pour les excédents des récoltes 2022 et 2023, mis en VCI, qui ont largement complété la maigre vendange 2024. En 2022, malgré un rendement limité par le cahier des charges à 60 hl/ha, les producteurs furent autorisés à déclarer en AOC chablis et en VCI jusqu'au rendement butoir, qui fut exceptionnellement porté jusqu'à 72 hl/ha. L'opération fut renouvelée en 2023 ; ces deux stocks de VCI représentent un total de 100 000 hl, qui permirent aux exploitations de faire face à la mauvaise récolte 2024.

### Commercialisation
La commercialisation de cette appellation se fait par divers canaux de vente : dans les caveaux du viticulteur, dans les salons des vins (vignerons indépendants, etc.), dans les foires gastronomiques, par exportation, dans les cafés, hôtels ou restaurants (C.H.R.), dans les grandes et moyennes surfaces (G.M.S.).
71 % de la production est exportée.

## Autres appellations
L'AOC petit-chablis est récolté sur les terrasses au-dessus des coteaux. C'est un vin de primeur à boire jeune (dans l'année ou après deux ans maximum), plus léger et acide que l'appellation principale.
L'AOC chablis grand cru est récolté sur le coteau le mieux exposé de la rive droite du Serein, juste en face de Chablis. Il est de longue garde (environ 10 à 15 ans).
Le chablis a donné abusivement son nom à toutes sortes d'autres vins blancs à travers le monde.